# 분기공 (화산학)

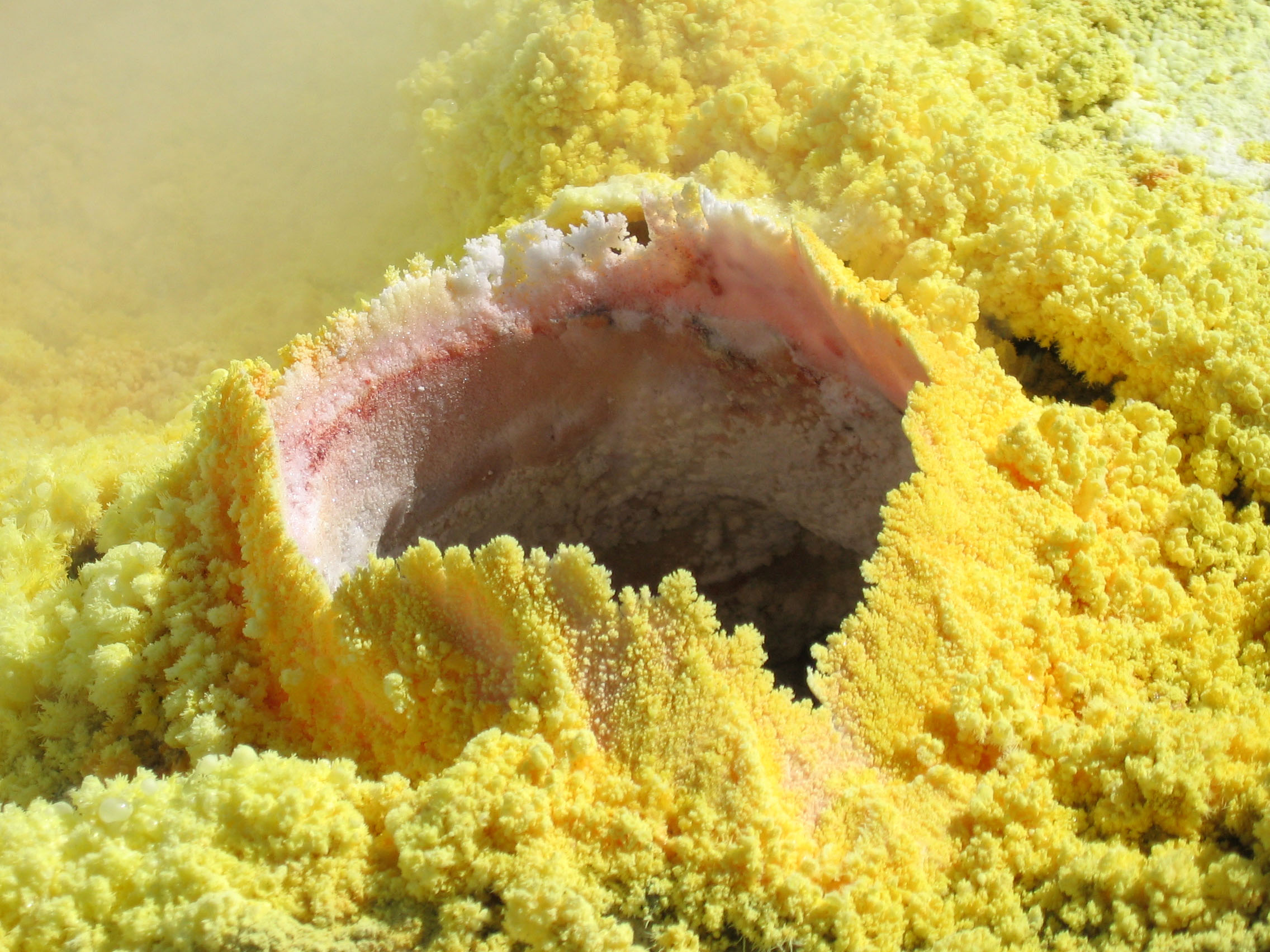
불카노섬 화산 분화구의 유황 분기공

분기공(噴氣孔, fumarole)은 화산 분화구의 일종으로, 유황 성분이 매우 많은 화산들에 분포한다. 분기공이 제일 많은 화산은 에티오피아에 있는 댈롤 화산으로, 수십 수백개의 분기공 화구가 분포한다. 알래스카주의 포피크드산에는 분기공이 많으며, 리다우트산에서도 발견된다. 워싱턴주에 있는 베이커산에서는 그곳에서 화산가스가 분출된다. 이곳에서 분화가 일어나는 일은 적지만, 화산가스를 많이 분출한다. 그렇기 때문에 분기공에 가까이 가면 위험하다. 아이슬란드의 크리수빅 화산에는 수십개의 분기공이 분포한다. 수증기도 이곳에서 만들어지며, 유황 연기를 내뿜기도 한다. 유황호가 있는 화산 (예:포아스 화산, 아나타한섬, 불루산산, 뎀포산 등)은 유황호 주변에 분기공 구멍이 많이 분포한다. 한국어로 분기공이라고 한다.

## 같이 보기
- 열수분출공
- 모펫
- 머드팟
- 이화산